# Mega Channel
Mega est une chaîne de télévision généraliste privée grecque créée le 20 novembre 1989. La diffusion est arrêtée à la fin 2018, puis reprend le 17 février 2020.

## Histoire de la chaîne
Mega TV est la première chaîne de télévision privée grecque. Elle commence à émettre en 1989.
Mega Cosmos est la version satellite de la chaîne pour l’Europe, l’Amérique du Nord et l’Australie.
La chaîne est également émise à Chypre depuis 1991. Son concurrent de l'époque était ANT1.

## Programmes télévisés
- Penínta penínta
- Singles
- Sto Pará Pénte
- To Nisí (en)